# Vadvízi evezés

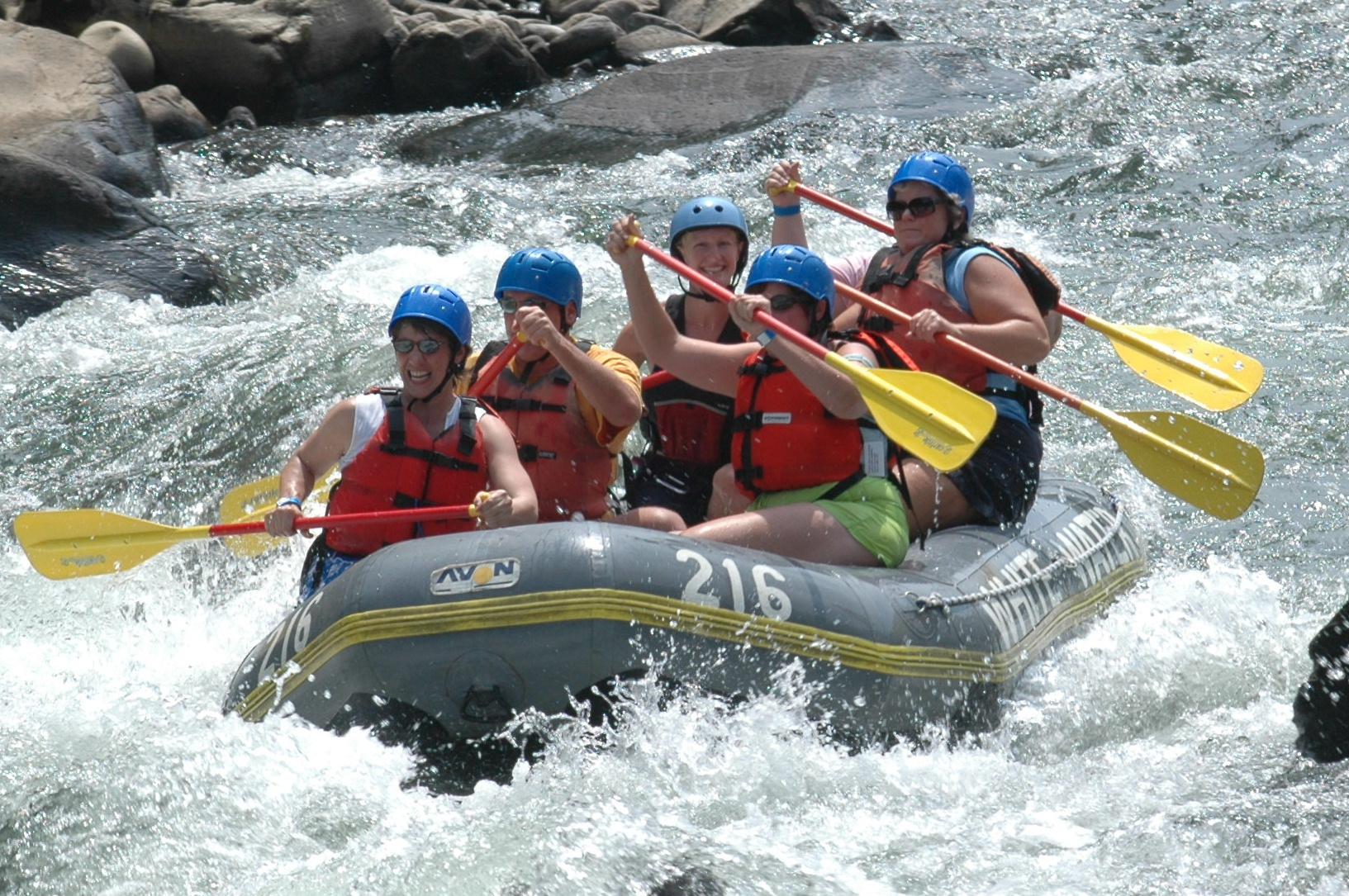
Vadvízi evezés

A vadvízi evezés (idegen szóval rafting) egy extrém sport, amely során 4–12 fő gumicsónakban ülve egy zuhatagos folyón evez.

## Eredete
A sport gyökerei egészen az ókorig nyúlnak vissza. Az Ókori Egyiptomban, Mezopotámiában és az amerikai indián törzsek körében is hosszú ideig a kajak és a kenu volt a legelterjedtebb vízi közlekedési eszköz. Sok modern kori indián és eszkimó törzsben mai napig nagy jelentőséggel bír ez a közlekedési forma. A fenti szerepe mellett a sport és utazási (turizmus) célú kajakozás viszonylag későn jelent meg.
A 19. századi kísérletek után gyakorlatilag a 20. század elején jelennek meg az első komoly sport klubok az atlanti régióban, de ezek meg nem a klasszikusnak mondható vadvízi evezést képviselték.
Maga a vadvízi evezés valójában nagyon rövid múltra tekinthet vissza. Ezeket a felfújható, nagy tűrőképességű gumicsónakokat az amerikai hadsereg számára fejlesztettek ki eredetileg, speciális akciók végrehajtására elit egységek számára. A sportág fejlődésének talán legnagyobb mérföldkövet jelentette, mikor ezek a termékek lekerültek a tilalmi listákról.
A rövid előzmények ellenére mára a sport egyre népszerűbb, amit jól mutat, hogy szinte az összes arra alkalmas amerikai folyó körül kinőttek az úgynevezett Whitewater clubok.

## Sport
A rafting-csónakokon általában nagyobb, 8–12 személyes gumicsónakokat értünk, habár a „raftingozás” szó ma Magyarországon a vadvízi evezős sportok gyűjtőnevévé is vált. Az ilyen csónakokban való túrázás speciális tulajdonsága, hogy teljes és összehangolt munkát kíván a bent ülőktől, ezért különösen alkalmas csapatépítés jellegű programok szervezésére.
A rafting különösen népszerű a nyári időszakban, és a legtöbb túrát képzett túravezetők irányítják, akik gondoskodnak a biztonságról és a megfelelő technikai felkészítésről. A résztvevők sisakot, mentőmellényt és adott esetben neoprén ruhát viselnek, mivel a víz hőmérséklete gyakran alacsony.
A magyarországi lehetőségek korlátozottak a természetes vadvízi szakaszok hiánya miatt, de a szomszédos országok – például Szlovénia (Soca folyó), Szlovákia (Hernád és a Garam), vagy Ausztria (Salza, Ötz, Enns folyók) – kiváló célpontokat kínálnak a vadvízi evezés szerelmeseinek. Magyarországon leginkább mesterséges evezőspályákon vagy szabályozott folyószakaszokon lehet kipróbálni a sportot, illetve a vadvízi kajak és kenu alternatívájaként.
A rafting nemcsak adrenalinban gazdag, hanem kiválóan fejleszti a kommunikációt, az együttműködést és a helyzetfelismerést – így élményt nyújt nemcsak sportolóknak, hanem céges csoportoknak, baráti társaságoknak és akár családoknak is.

## Vadvízi evezés Magyarországon
Magyarországon a vadvízi adottságok miatt a sport nem űzhető; viszont a környező országokban találhatunk erre alkalmas vizeket. Ezek az országok: Ausztria, Bulgária, Bosznia-Hercegovina, Szlovákia, Szlovénia, Románia és Horvátország.

## Felszerelés
A felszerelések használata elengedhetetlen kellékei az extrémsportoknak, mivel a sportolók általában sokkal nagyobb külső (és fizikai) megterhelésnek vannak kitéve. A felszerelés legfontosabb funkciója - amellett, hogy kényelmesebbé teszi a sportolást - az emberi élet védelme. A kötelező felszerelések:
csónak (raft): Általában 4-12 fős gumicsónakot jelent, amely speciális anyaga miatt a sziklák közötti evezéshez is biztonságos. Irányítása tökéletes összhangot követel meg a benne ülőktől, ezért jól hasznosítható csapatépítő tevékenységekhez.
mellény: A mentőmellény a legfontosabb védőfelszerelés; a vadvizekben ez véd a szikláktól okozta sérülésektől, és nagy felhajtóereje lehetővé teszi, hogy a vízbe pottyant áldozat kijusson a partra, vagy vissza a csónakba.
védőruha: Neoprén ruha, kb. 3–4 mm vastagságú, vízhatlan öltözetet jelent, amely véd a hideg víztől, az ütésektől és a zúzódásoktól.
sisak: A sisak a mellény mellett a második legfontosabb védőfelszerelés, feladata, hogy védje a koponyát, a tarkót és a halántékot, hiszen bármely testrész sérülése életveszélyes lehet. Fontos, hogy stabilan illeszkedjen a fejre.
evező: Az evezőlapáttal megakadályozható a csónak felborulása, illetve a sziklákat is távol tarthatja.
dobózsák: Zsák alakú mentőkötél, amellyel ki lehet húzni a vízbe esett bajbajutottat. Nevét a körülbelül 10 cm × 10 cm × 20 cm-es zsák formájáról kapta, mely 15–20 méter erős, feltűnő színű mentőkötelet tartalmaz. A dobás lendületéhez a kellő súlyt biztosító zsák végén egy műanyag kapaszkodó található.

## Nehézségi osztályok
A folyóvizeket megjelenésük, vadvízi evezéssel való nehézségük és veszélyességük alapján, ezeket összefoglalva  osztályokba lehet sorolni. Az osztályba sorolás kissé szubjektív, de nemzetközileg elfogadott.
Megjegyzendő, hogy szórakozás, kikapcsolódás szempontjából egy 1-es fokozatú folyóvízen zajló vadvízi túra is izgalmas lehet. 
- 1. osztály:

Mozgó víztömeg, kisebb fodrozódással és hullámokkal. A vízben nincs akadály, vagy kevés, és azok jól láthatók.
- 2. osztály:

Kisebb zúgók, legfeljebb 1 méteres hullámokkal. Jól haladható „csatornák”, amiket könnyű észrevenni. Némi manőverezés szükséges a haladáshoz, az akadályok miatt.
- 3. osztály:

Zúgók, 1 méternél nagyobb, időnként szabálytalan hullámok. Szűk átjárók, amik gyakran igényelnek pontos manőverezést. A vízben lévő sziklák jól láthatók.
- 4. osztály:

Hosszú, nehezen leküzdhető zúgók, összeszűkült átjárókkal, amik összetett manőverezést igényelnek. A víz örvényes. Az útvonalat nehéz előre látni, gyakran előzetes felderítés szükséges.
- 5. osztály:

Extrém nehézségű, hosszú, vad zúgók, nagyon összeszűkült átjárókkal, amiket előzetesen fel kell mérni. A mentés nehézségekbe ütközik. Egy baleset könnyen végzetes lehet. Ez a legnehezebb osztály, amit kereskedelemben kapható vízi alkalmatossággal, illetve szervezett túra keretében egyáltalán meg lehet próbálni.
- 6. osztály:

Az előző osztályok összes nehézsége megtalálható, a legnagyobb fokozaton. Gyakorlatilag lehetetlen hajózni rajta, vagy ha mégis, az közvetlen életveszélyt jelent. Csak sok tapasztalattal rendelkezőknek, jól összeszokott csapatnak ajánlott. Túrákat nem szerveznek ilyen osztályú vizekre.